# Канівський музей народного декоративного мистецтва
Музей «Народне декоративне мистецтво Канівщини» -  музей народного декоративного мистецтва у Каневі, науково-дослідний відділ Шевченківського національного заповідника.
Музей працює з 23 квітня 1972 року. Спочатку експозиція знаходилась в Успенському соборі. В 1990 році собор передано релігійній громаді, а музей розміщено в приміщенні Василіянського училища, яке є пам'яткою архітектури 18 століття (З 1919 року по 1970 рік тут розміщувалась Канівська середня школа № 1 ім. Т. Г. Шевченка.).
У музеї представлені речі трьох центральних областей України: Черкаської, Київської та Полтавської. Фонди нараховують близько 5 тисяч експонатів. Найцінніші експонати: одяг, килими, рушники, тканини, народний розпис, художнє скло. Вироби сучасних майстрів склодувів, різьбярів по дереву, художників, яких також чимало в зібранні музею, дають можливість побачити, як розвивалось прикладне мистецтво в індустріальну епоху.